# Case Bamiléké
La case Bamiléké possède une architecture type qui est une expression de la culture et illustre l'ancrage de ces constructions dans un espace géographique en relief.
Les cases, en général situées dans le bocage de la concession familiale, sont construites pour leurs fonctions : les cases d'habitations, celles des femmes, la case des crânes, les cuisines et leurs greniers pour les récoltes, les cases abris pour certains bétails.

## Cases traditionnelles
La case traditionnelle est à l'origine en terre battue. Elle sert d'abris, de grenier et d'étable. Son bois vient d'eucalyptus et de cyprès. Le bocage laisse progressivement place au groupement le long des routes.

### Formes et composition spatiales
Les édifices Bamiléké présentent des dimensions variables en largeur et en hauteur. Ils dépassent rarement 30 mètres de longueur sur 20 mètres de largeur. Ces édifices ont quatre parois formant un parallélépipède à base carrée. C'est la structure fondamentale des constructions traditionnelles Bamiléké.
La base carrée est surmontée d’un plafond circulaire, lui-même coiffé d’une toiture conique ou pyramidale, comme les pyramides d’Égypte.

### Catégories des constructions
Trois catégories de constructions sont distinguées. Il existe une forte corrélation entre ces trois types de cases et l’organisation des croyances Bamiléké. Bien entendu, d'autres formes de construction existent également dans la culture Bamiléké.

#### La grande case royale
C'est le temple-palais somptueux pouvant dépasser 20 mètres de hauteur. Riches en ornements, ces grandes cases étaient, jusqu’au milieu du XXe siècle, les bâtiments les plus importants dans chaque chefferie. Elles incarnent un style caractéristique, hérité d’une très longue tradition architecturale répandue dans tout le Grasland. Aujourd’hui, ces constructions emblématiques ne subsistent que dans quelques chefferies, telles que Bandjoun, Bafoussam, Bana, et d'autres. Les changements survenus dans l’architecture autochtone au cours de la seconde moitié du XXe siècle résultent en grande partie des bouleversements liés à la guerre civile en pays Bamiléké à la fin des années 1950. Ce conflit a entraîné la destruction de nombreux palais majestueux, remplacés par la suite, dans de nombreux cas, par des édifices influencés par des styles architecturaux européens. La grande case se distingue par une chambre principale spacieuse, utilisée pour les rituels de sacrifice, autour de laquelle s’articulent des couloirs. Elle dispose de quatre ouvertures, un chiffre chargé de symbolisme, dont les encadrements sont finement sculptés. Des multiples piliers ceinturent la structure, délimitant une large véranda.

#### La case du notable
Bien qu’inspirée du même style architectural que la grande case royale, est conçue dans des proportions plus réduites. Elle incarne à la fois le statut social élevé et l’autorité du notable. De plus, elle revêt une importance spirituelle, le notable jouant un rôle clé dans les pratiques religieuses et étant à la tête du lignage familial.

#### Le nto
Petite structure rituelle souvent discrète sur le plan esthétique, représente cependant l’édifice sacré par excellence. Il est le lieu où résident les pouvoirs mystiques et les forces magiques au sein de la chefferie. Ce bâtiment est étroitement lié aux sociétés secrètes influentes et aux cérémonies rituelles.

## Cases des morts
Dans de nombreuses concessions familiales sont construites des caveaux en forme de cases traditionnelles - d'abord en terres et plus récemment en durs - et représentent la case des morts, où sont conservés les crânes des ancètres.
Selon Cheikh Anta Diop sur l’origine des Bamiléké

« le culte des ancêtres chez les Bamiléké est un héritage de leurs ancêtres de l’Égypte antique. Faisant suite à la conservation des corps momifiés, les Bamiléké, fuyards de guerre au cours de leur long périple d’Égypte jusqu’à la vallée du pays Tikar (entre le ixe et la 2e moitié du xie siècle environ) […], [p]our transporter facilement les restes de leurs parents, grands-parents et arrière-grands-parents en temps de guerre eurent l’idée géniale de ne conserver désormais que les têtes et d’enterrer le reste. C’est ainsi que chacun devait garder la tête momifiée de ses aïeux dans des jarres à enterrer dans un coin de la maison pour attendre une éventuelle fuite consécutive à une guerre perdue ou autre catastrophe majeure »

### Le rôle et la place des ancêtres
Être ancêtre signifie réussir son passage vers le monde des générations défuntes, achevé symboliquement lors de la cérémonie des crânes. Le défunt y réintègre la communauté des vivants, incarné physiquement par son crâne. Ce dernier est placé dans la « case des crânes », une maison familiale dédiée où les ancêtres restent consultables et impliqués dans les décisions importantes.

### Récupération, traitement et cérémonie d’installation du crâne
Une fois le crâne exhumé de la tombe après décomposition ou putréfaction, il est respectueusement placé dans un canari, orné d’une branche de paix, et conduit en procession au domicile du patriarche, en attendant la construction de sa case. Lors d’un rituel solennel dirigé par un initié, le crâne est ramené en procession par les proches et déposé dans un lieu choisi dans la case. Cet acte marque officiellement l’intégration du défunt en tant qu’ancêtre.

### Construction de la case des crânes
Cette maison, symbolisant le lien entre les vivants et les ancêtres, ressemble à une habitation classique. Traditionnellement en terre, elle est aujourd'hui construite en parpaings, mais son sol reste en terre battue. Le successeur désigne l’emplacement. L'endroit choisi pour la construction de la case des crânes rend l'endroit dans la concession inconstructible.

## Cases des notables, chefs et souverains
La grande case de la chefferie Bamiléké de Bandjoun est l'un des rares modèles toujours existant de l’architecture monumentale Bamiléké. Elle témoigne de la grande ingéniosité et du savoir faire artistiques.

### Cases de chefs
Les cases des chefs peuvent avoir une architecture différente, car elles portent des toits en cônes. Le chef vit dans une des grandes cases et les autres cases sont celles des femmes, les cases greniers et cuisines et les autres abris. La grande case peut avoir un rôle différent : salle de réunion, case des crânes, musée et objets patrimoniaux de la chefferie.

### Toits en cônes à l'entrée des concessions des chefs

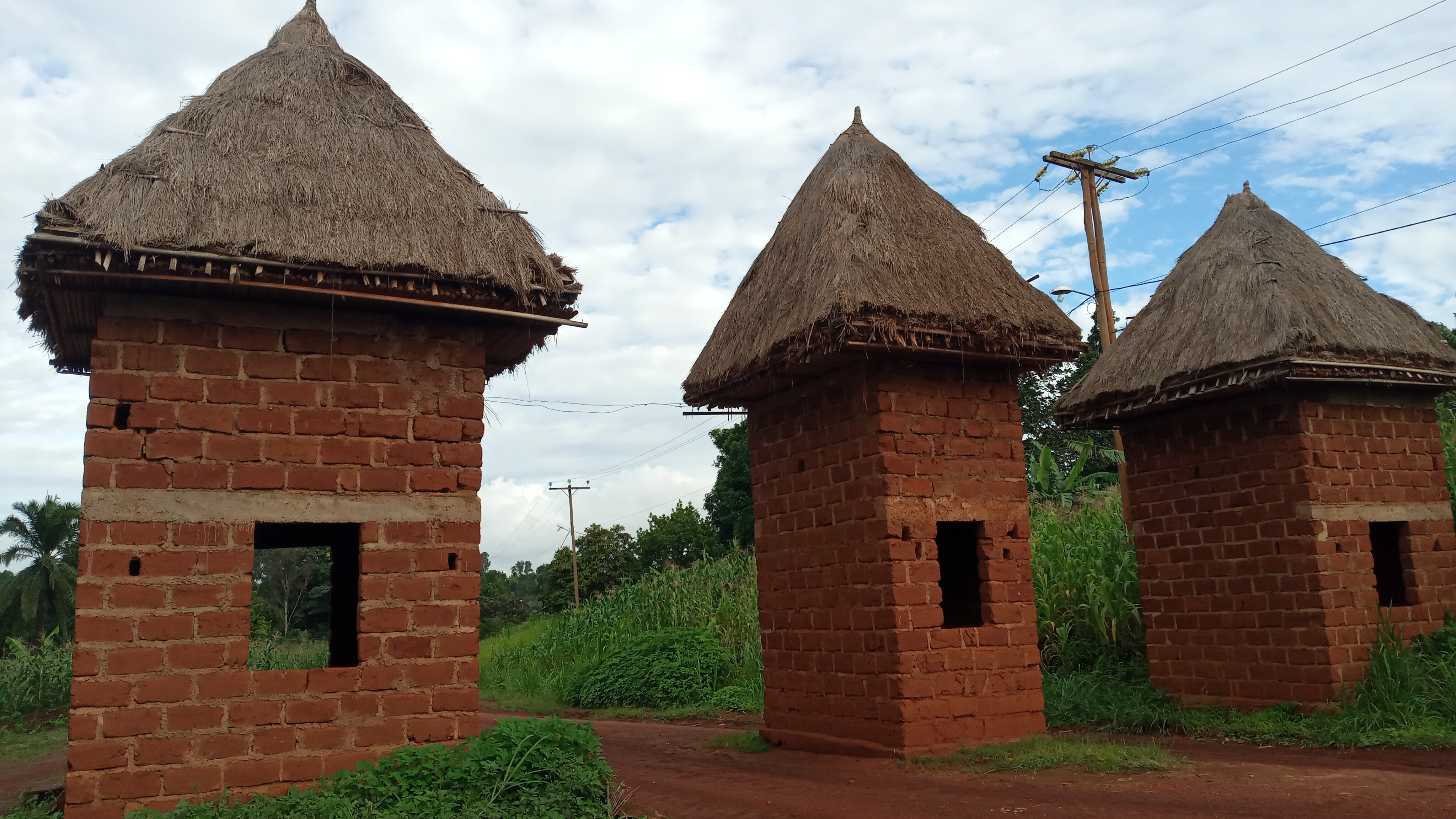
Trois Cases Bamiléké de surveillance à l'entrée de la résidence du chef Bafounda

Le toit de la case de forme conique est propre au peuple des Grassfields.
Elle est traditionnellement faite en paille.
Sa hauteur varie entre 15 et 30 mètres.
En dehors de l’aspect esthétique que renvoie ce type de construction.

#### Hypothèses d'origines possibles
Partis de l’Egypte des pharaons, l’architecture des cases des nobles et dirigeants serait calquée de celle des pyramides avec l’idée, semblable au style gothique, de pointer vers les divinités en hauteur.
Elle symboliserait aussi la structure hiérarchique très verticale dans la société Bamiléké avec un souverain et ses assistants en hauteur et le peuple en bas de la hiérarchie, en bas de la pyramide.
Au départ construit avec de la paille, matériaux non pérenne, le toit est souvent en forme de cône triangulaire ou convexe. Cette architecture conique est transformée au fil des années pour céder place au toit pyramidal à façades avec l’arrivée des tôles en aluminium. La signification originelle est conservée. Chaque toit, ayant un seul sommet, indique l’unicité du roi dirigeant.

#### Significations des cônes et leurs nombres
Selon Zenu Mecunzin, traditionaliste Bamiléké: 

« Au sommet est le dirigeant et à la base se trouve la population.
En fonction des responsabilités, l’aspect et le nombre des cônes à l’entrée de la concession familiale indique les niveaux de responsabilités et d’autorité du chef ou du notable.
Le nombre de cônes est en général impair pour dégager une majorité et éviter un équilibre parfait, synonyme d’immobilité, lors des délibérations et des votes.
- 3 cônes représentent la case d’un notable ; certains notables apparentés au roi, des Menkam sont légitimes à construire des toits en cône devant leurs cases.
- 7 cônes à l’entrée d’une concession familiale représente le domaine d’une chefferie vassale.
- 9 cônes représentent de rois autonomes

Au sommet des toits, les branches ou cuivre permettent de canaliser l’énergie du tonnerre.
La réalisation de ce type de construction est réservée exclusivement aux personnes reconnues par le pouvoir traditionnel des peuples Grassfields. »

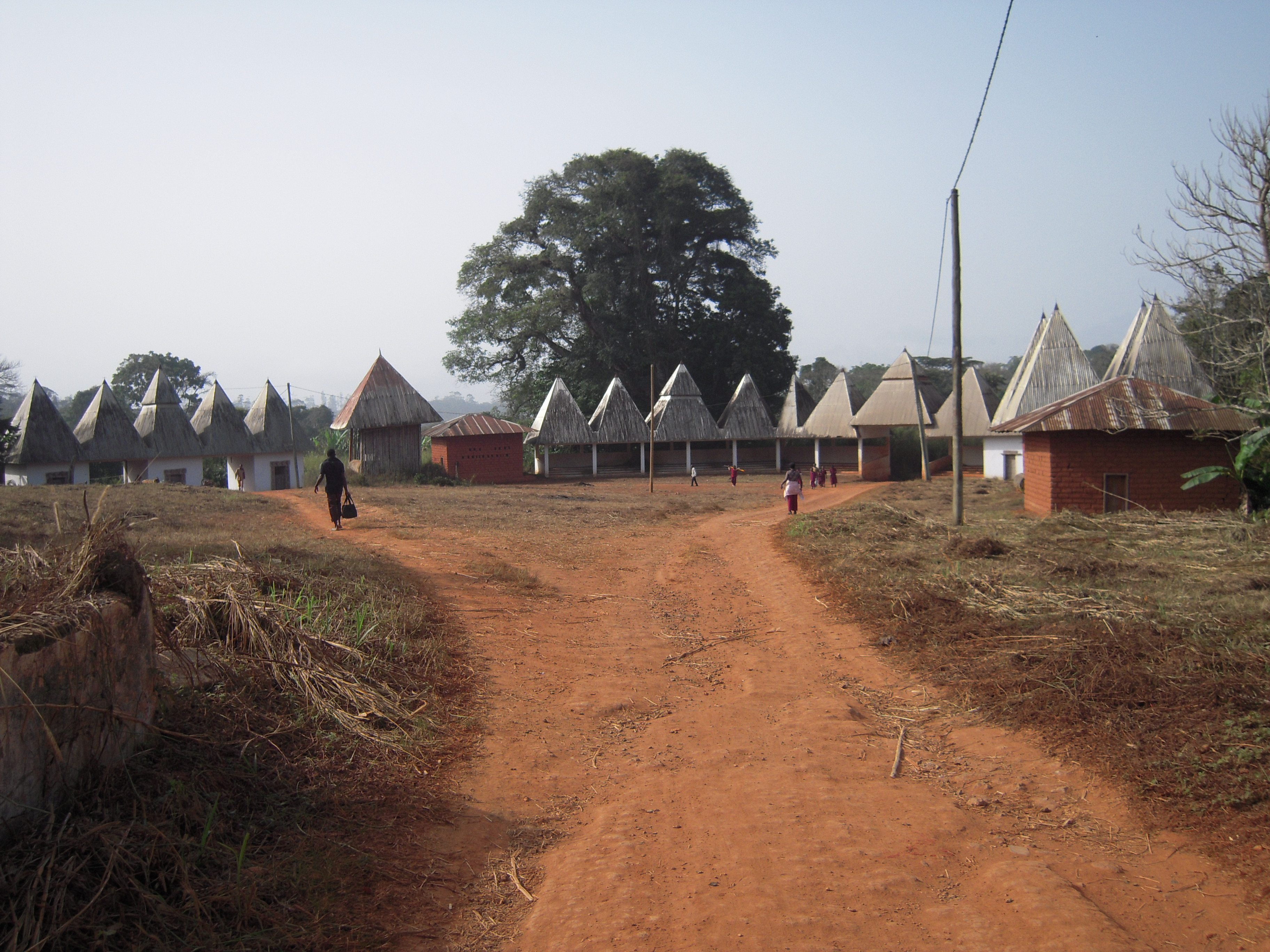
Place Chefferie Bamena
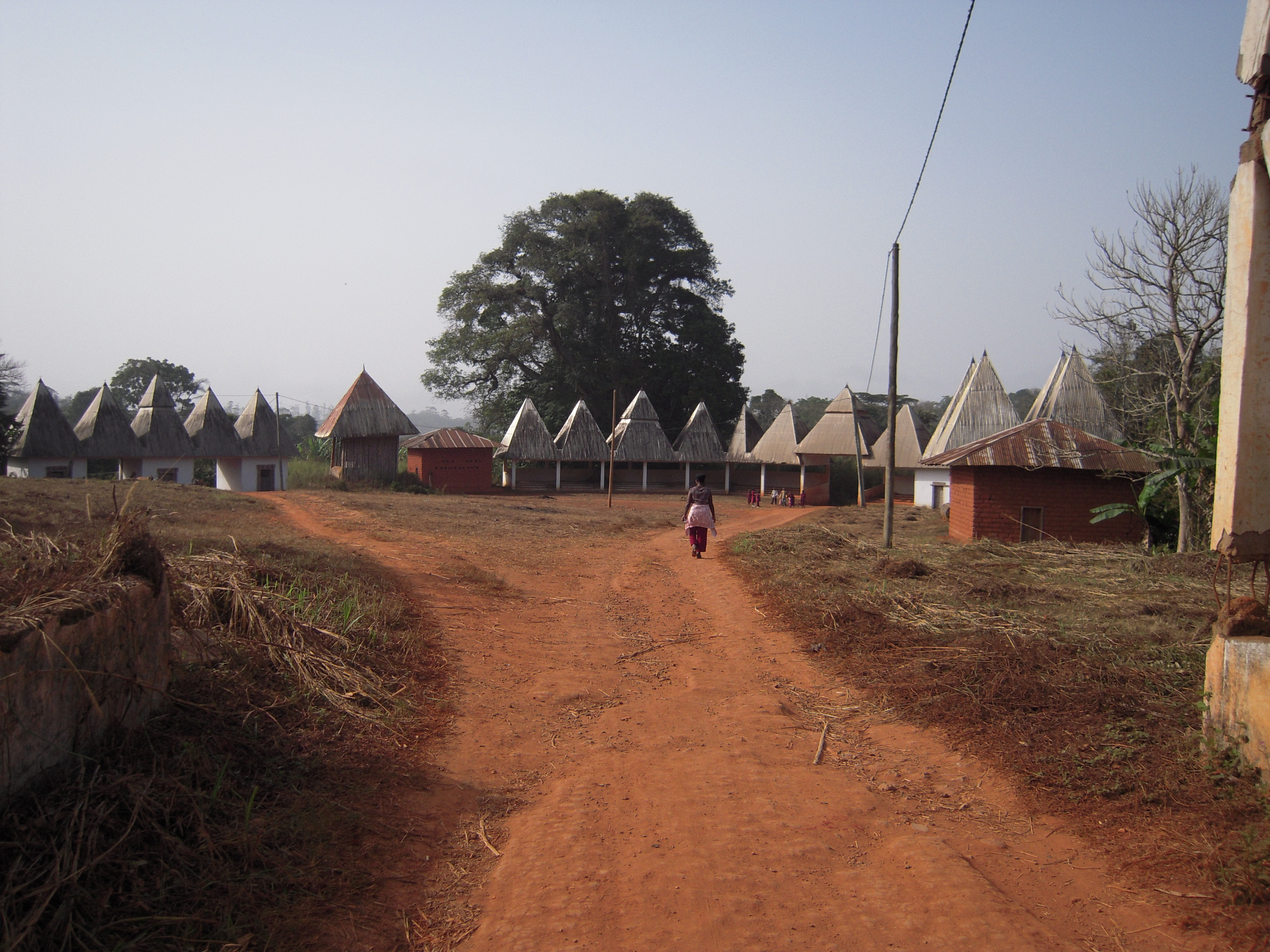
Place à la cour royale de Bamena
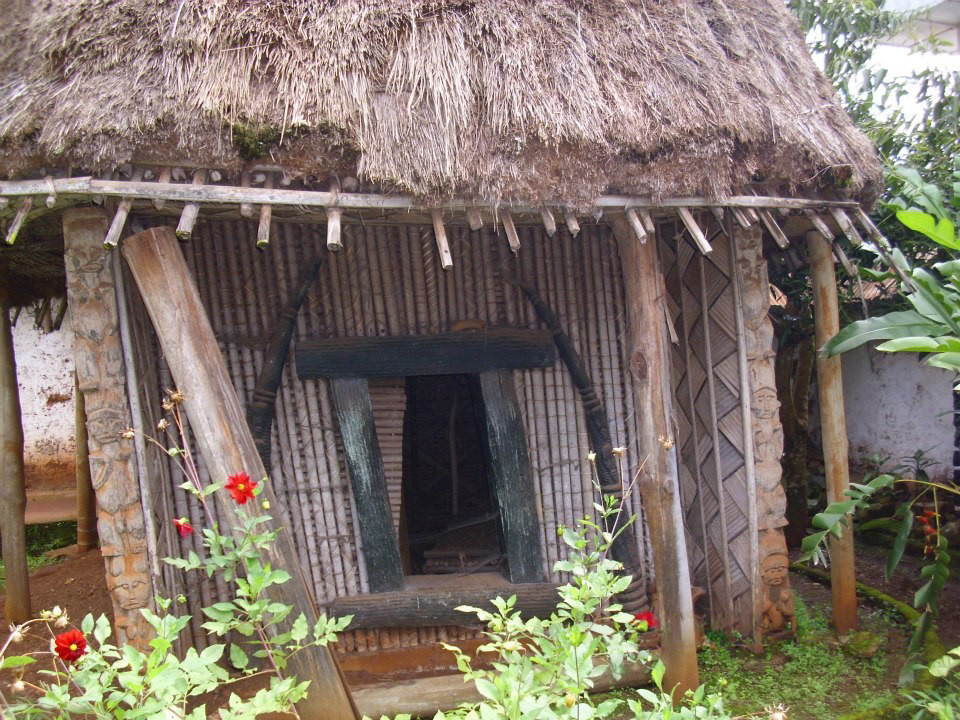
Case au palais de Batoufam
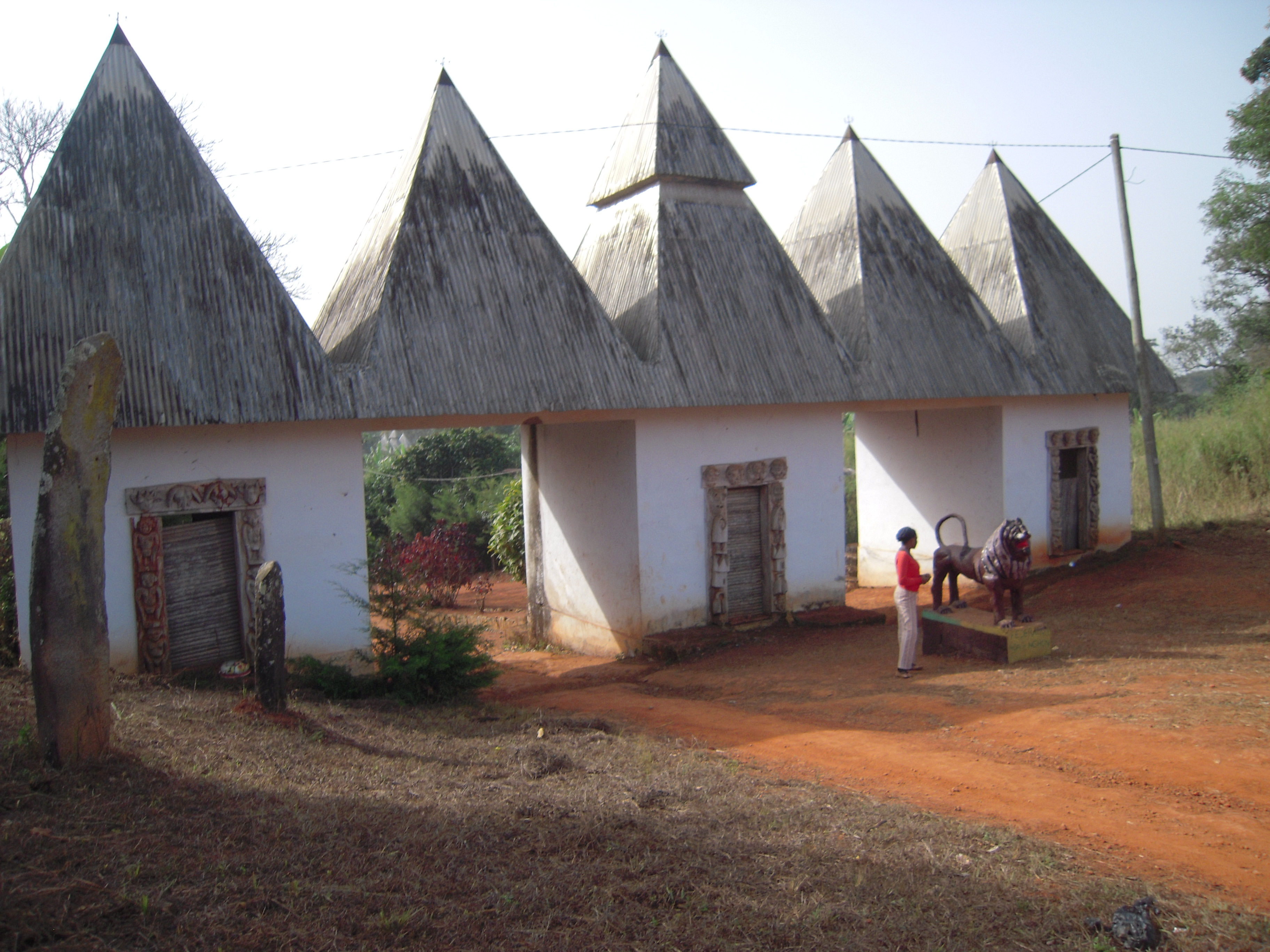
Place Chefferie Bamena
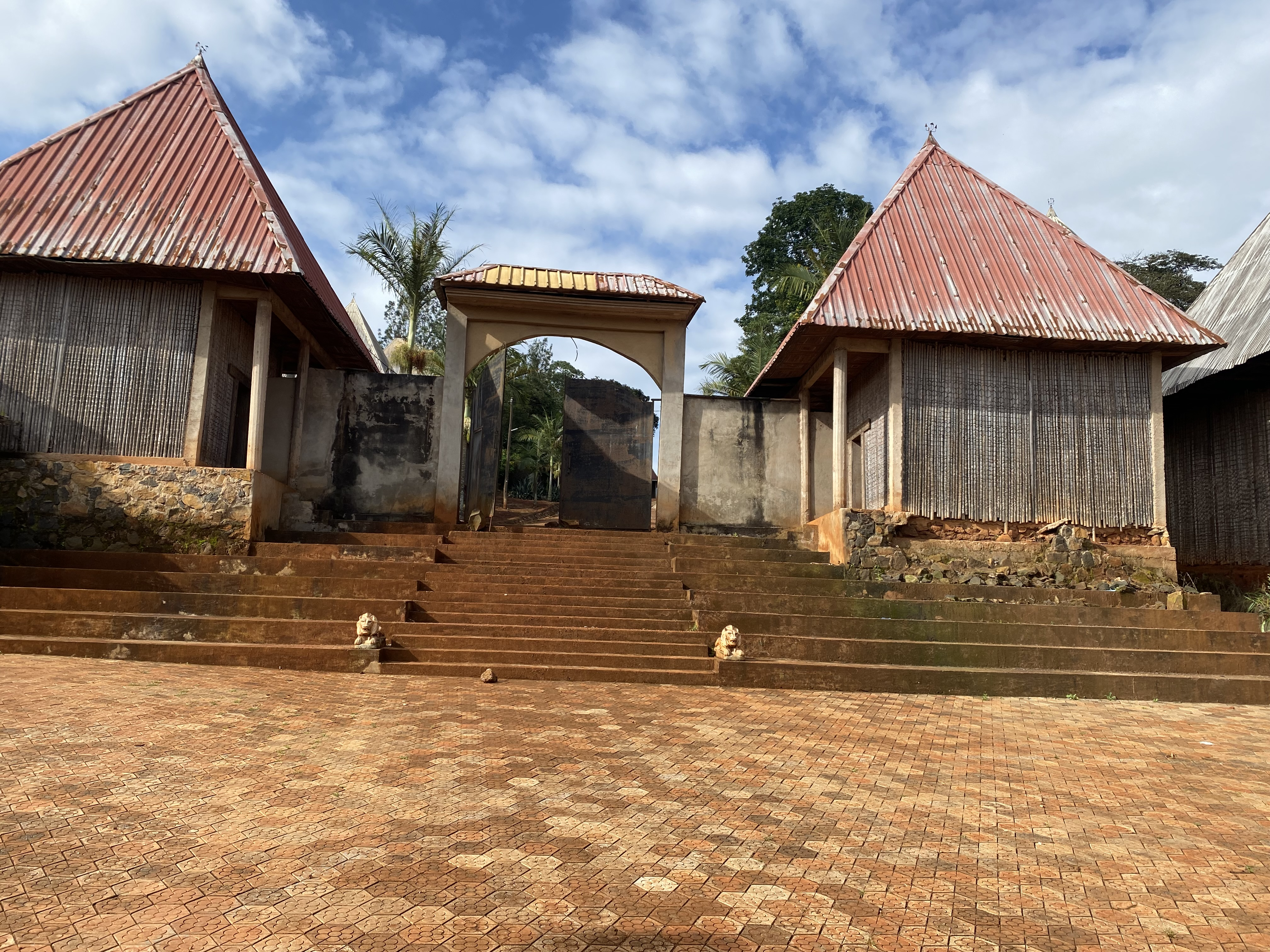
Entrée de la Chefferie Supérieure de Baham
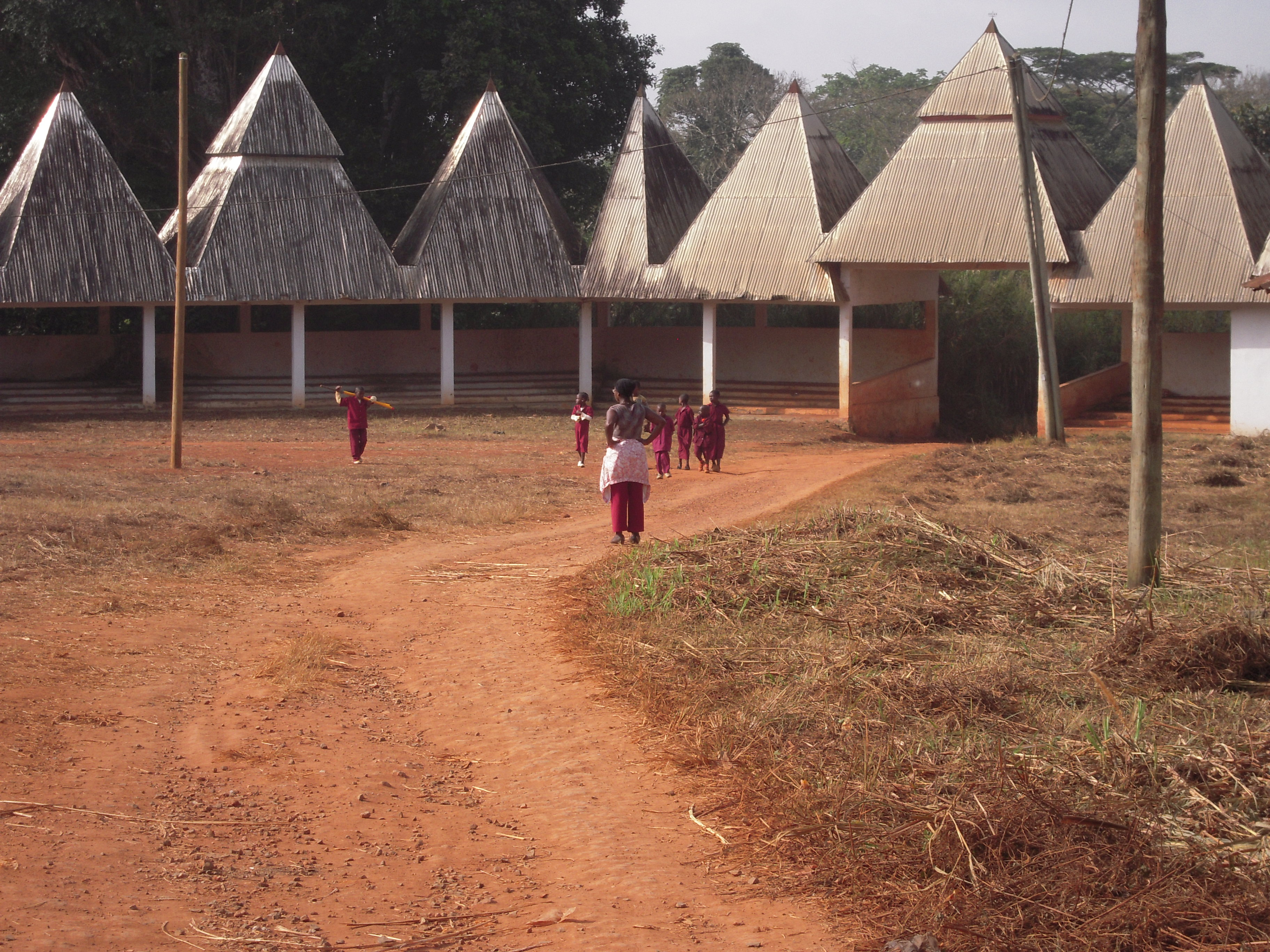
Cour royale Bamena
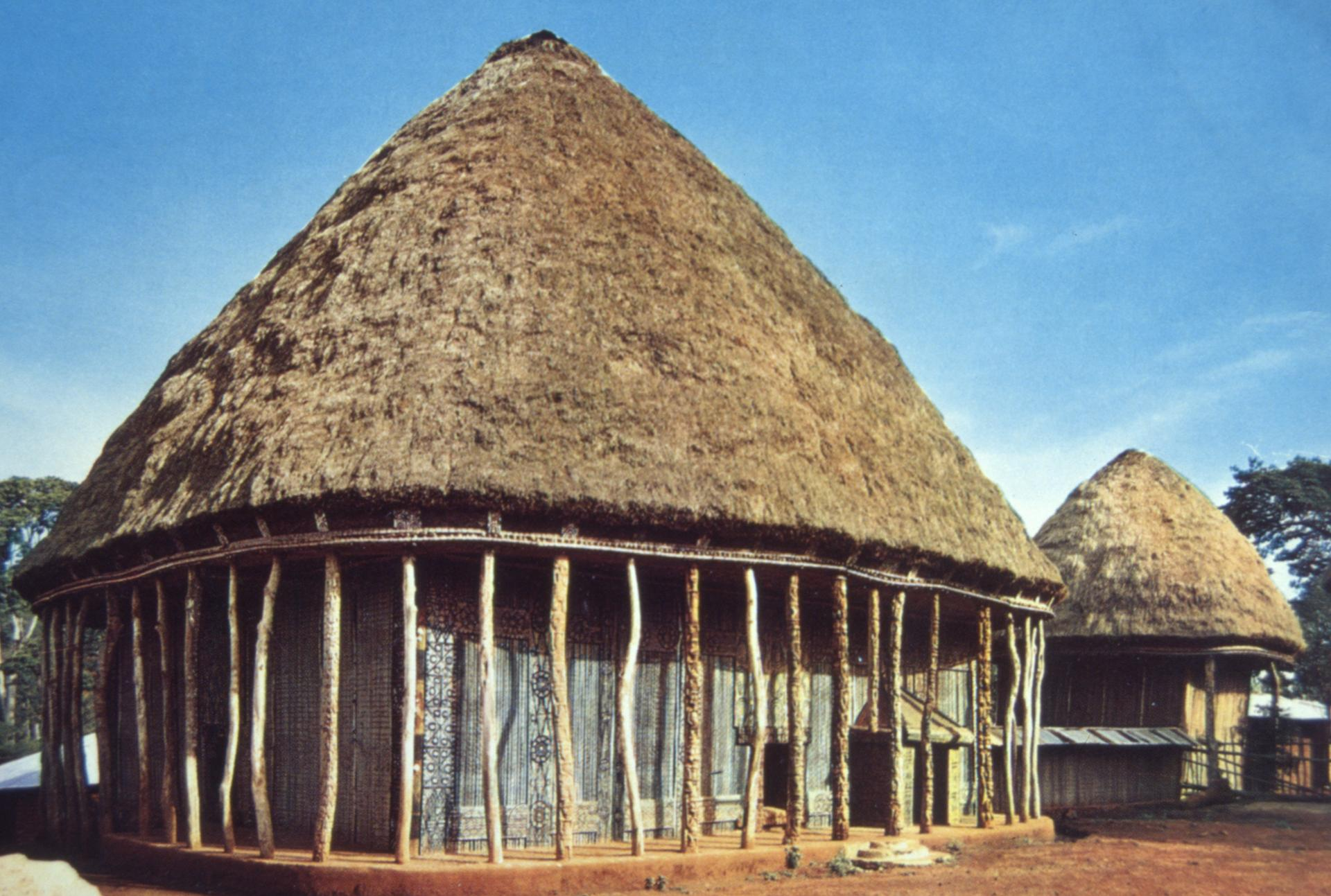
Palais Bamiléké
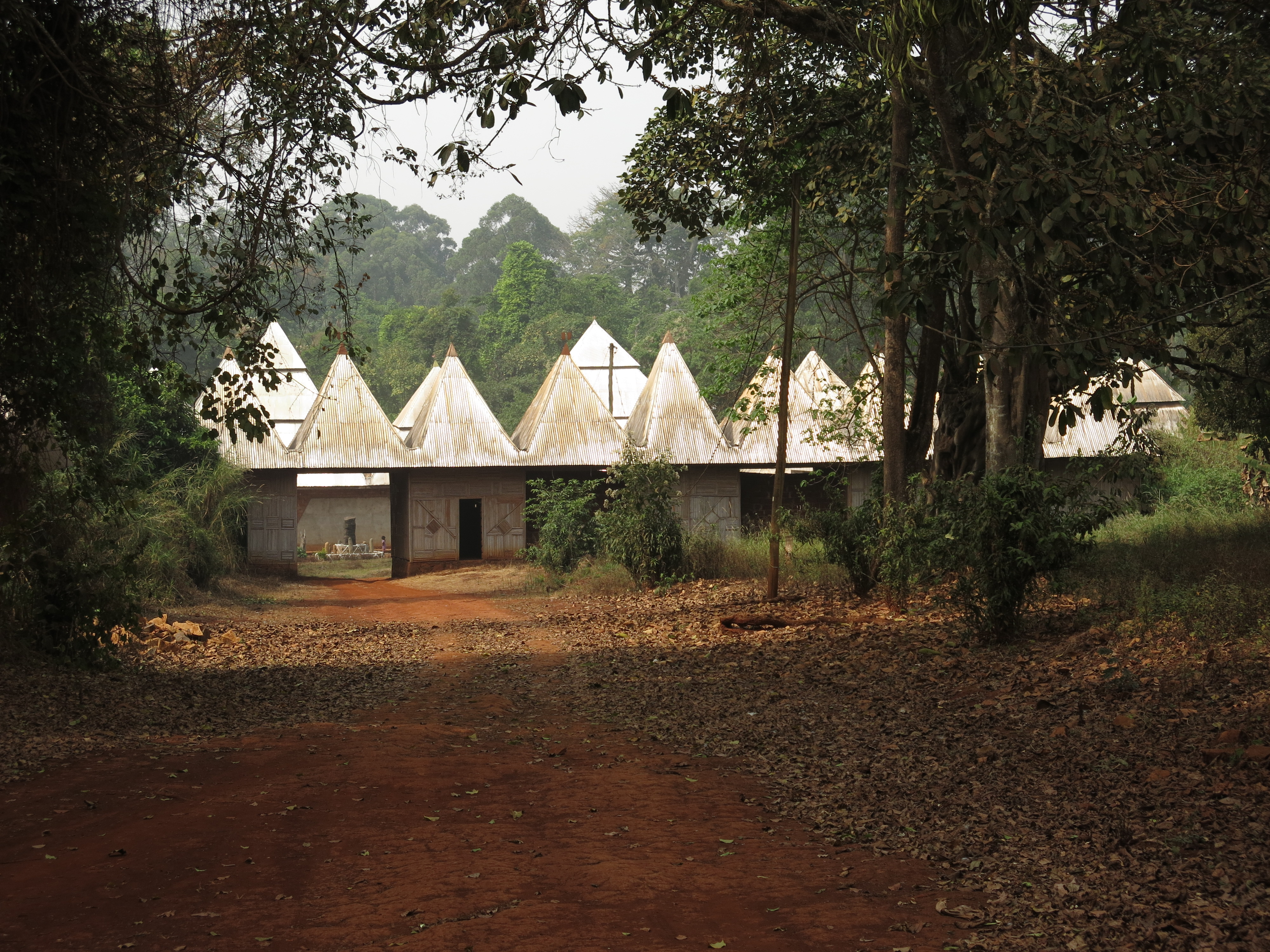
Bamendjinda Palace
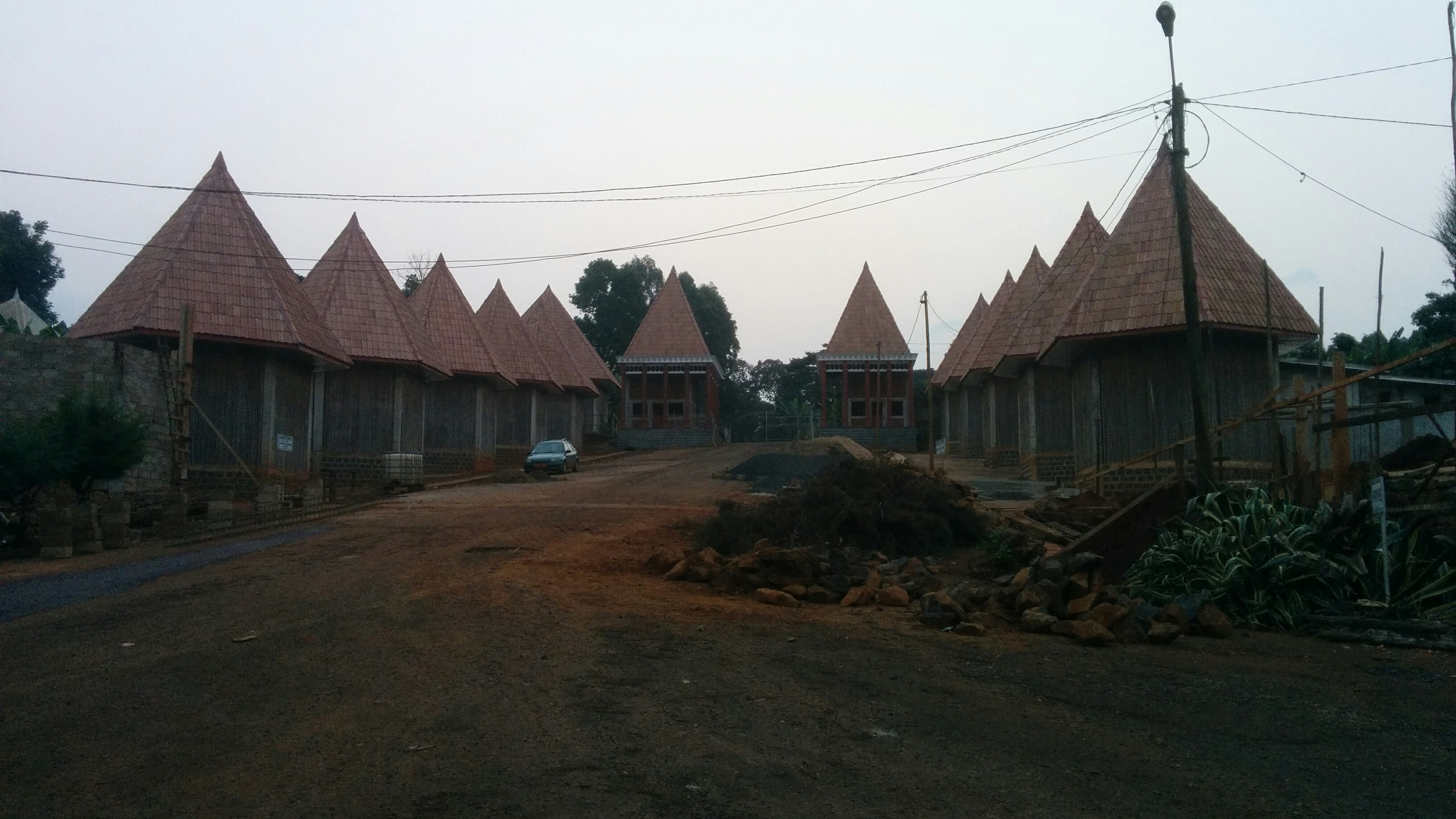
Cour menant au trône du Roi de La'djo
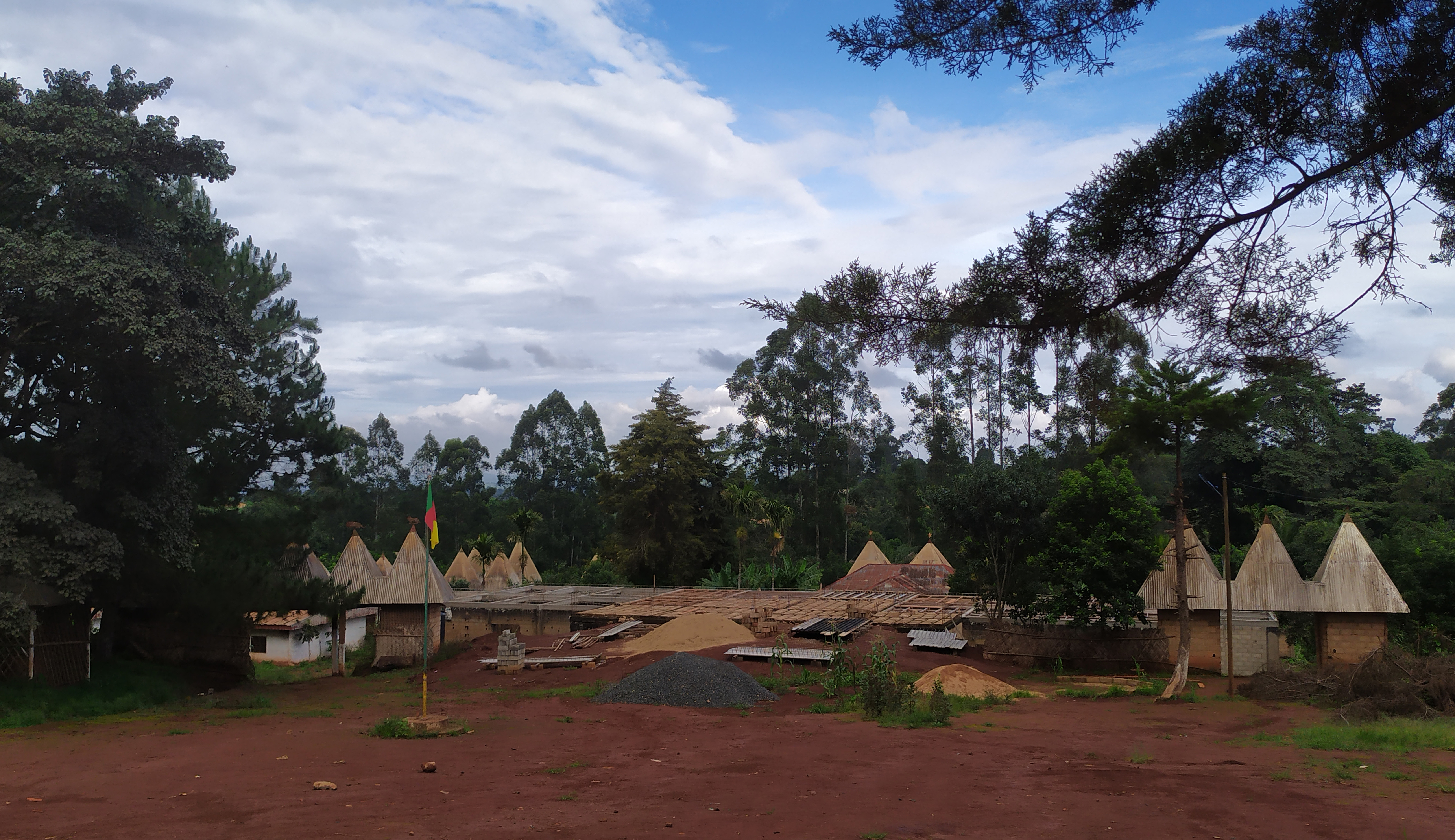
Chefferie Batcham
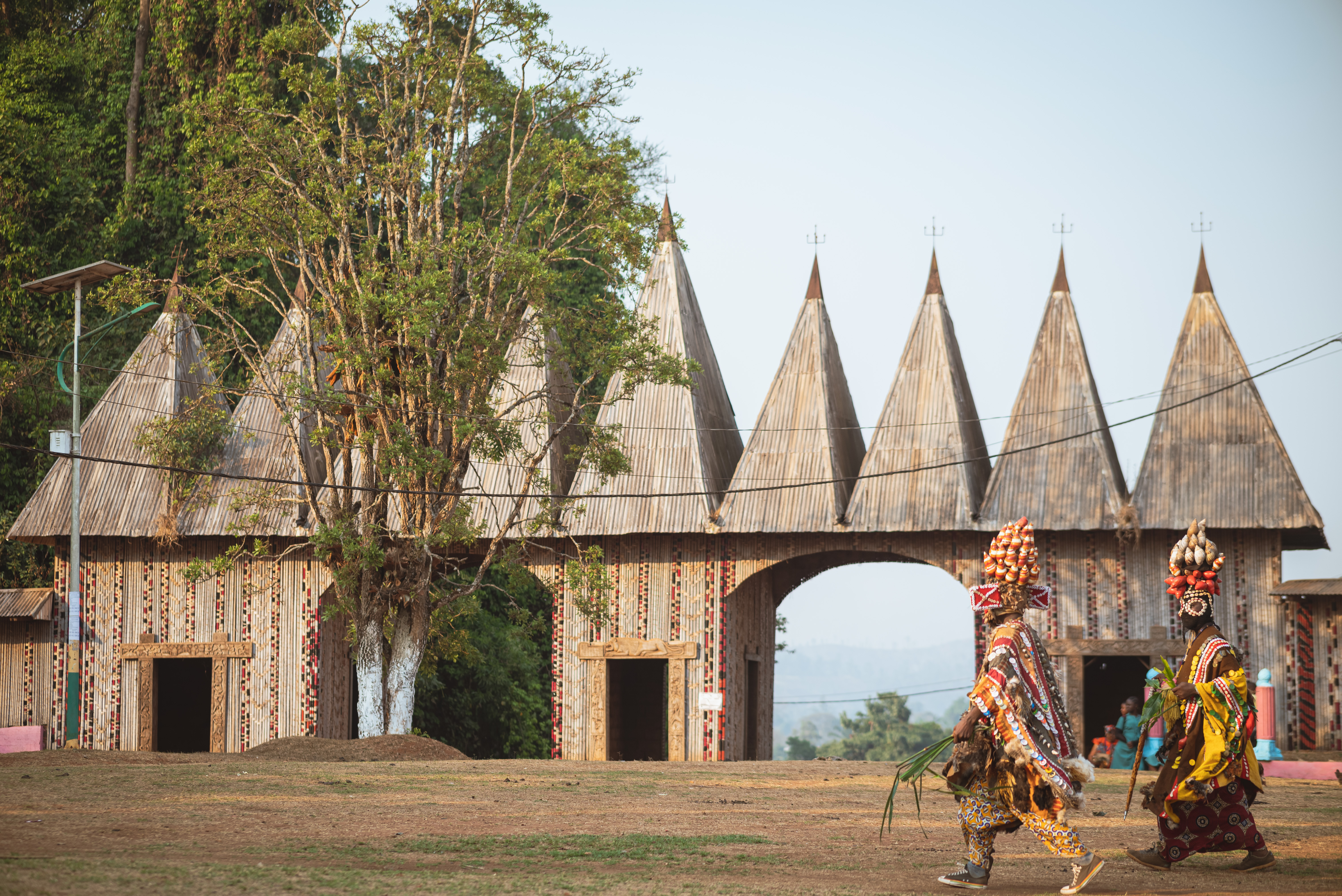
Manifestation public d'une socité secrète en Pays Bamileké lors du festival patrimonial Ngou-Ngoung à Bafoussam, dans la région de l'Ouest Cameroun
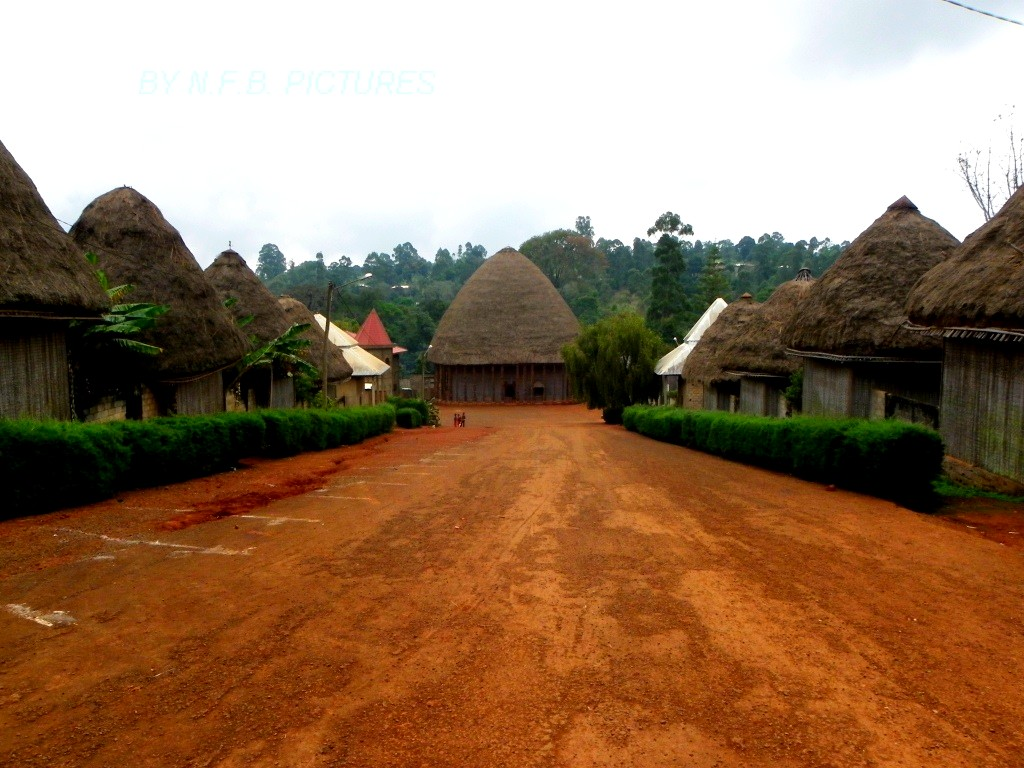
Chefferie traditionnelle bannir Bamiléké au Cameroun
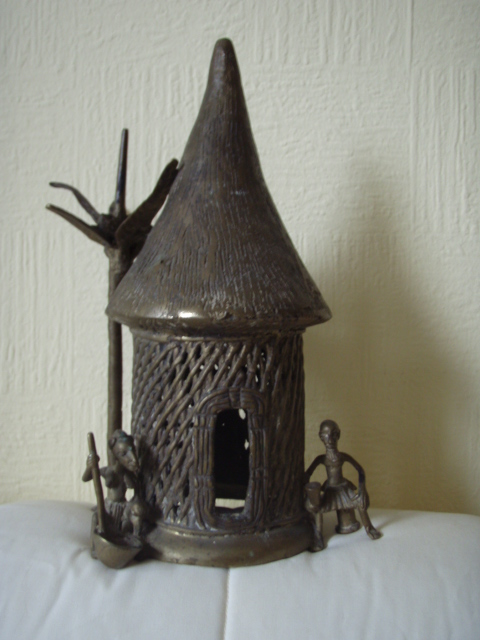
Symbole en bronze dans une chefferie et indiquant le statut du chef. Origine de l'objet: Chefferie de Bamougoum (Cameroun)
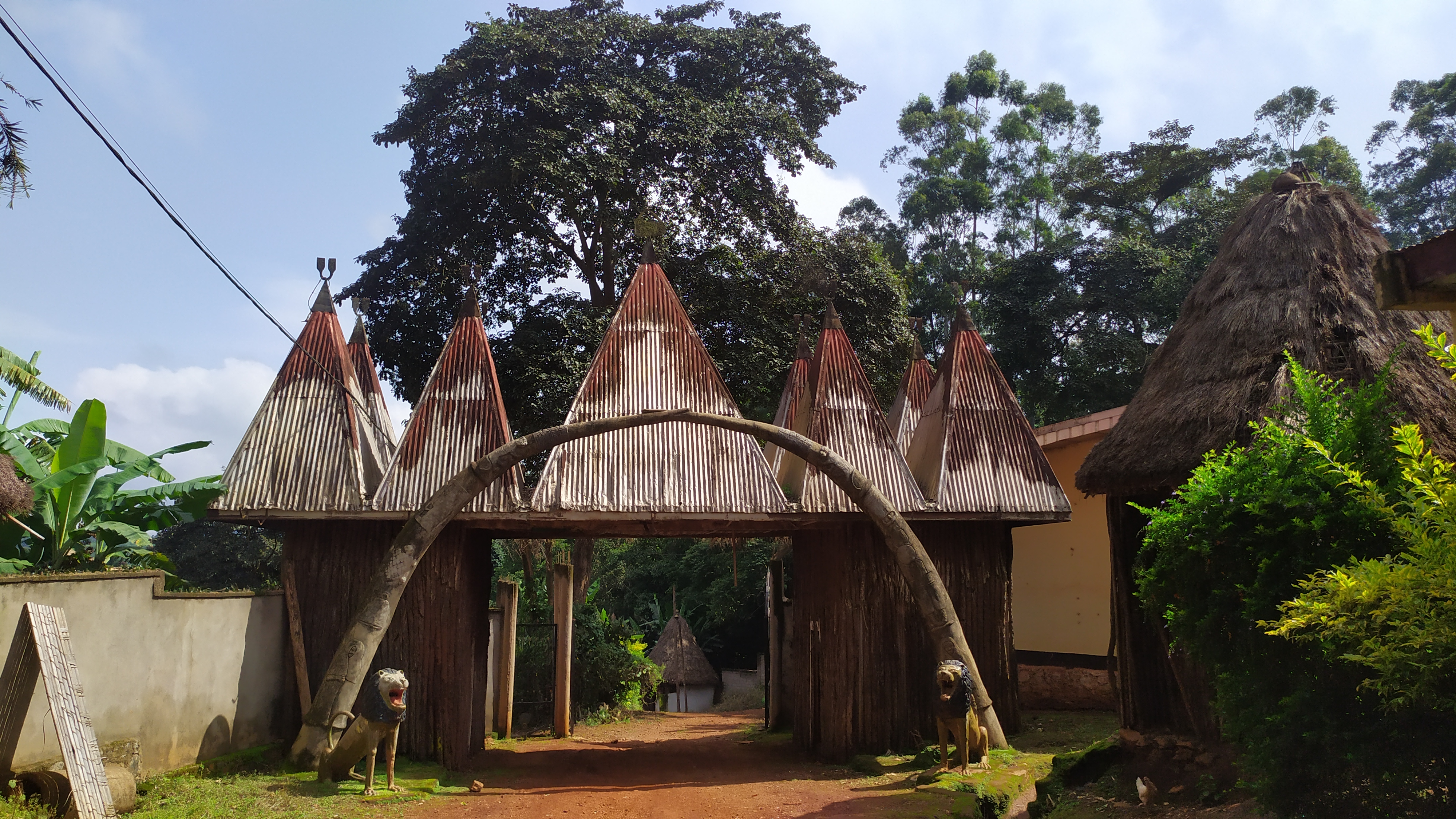
Entrée Chefferie Bamileké dans le village Foto dans la région de l'ouest
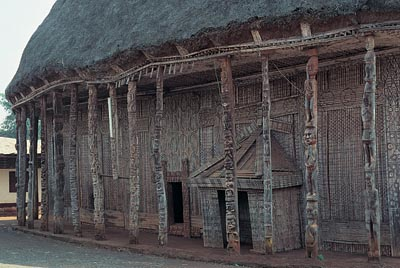
Ancient Bamileke architecture, depicting impressive wooden structures. Remnants of Bamileke civilisation
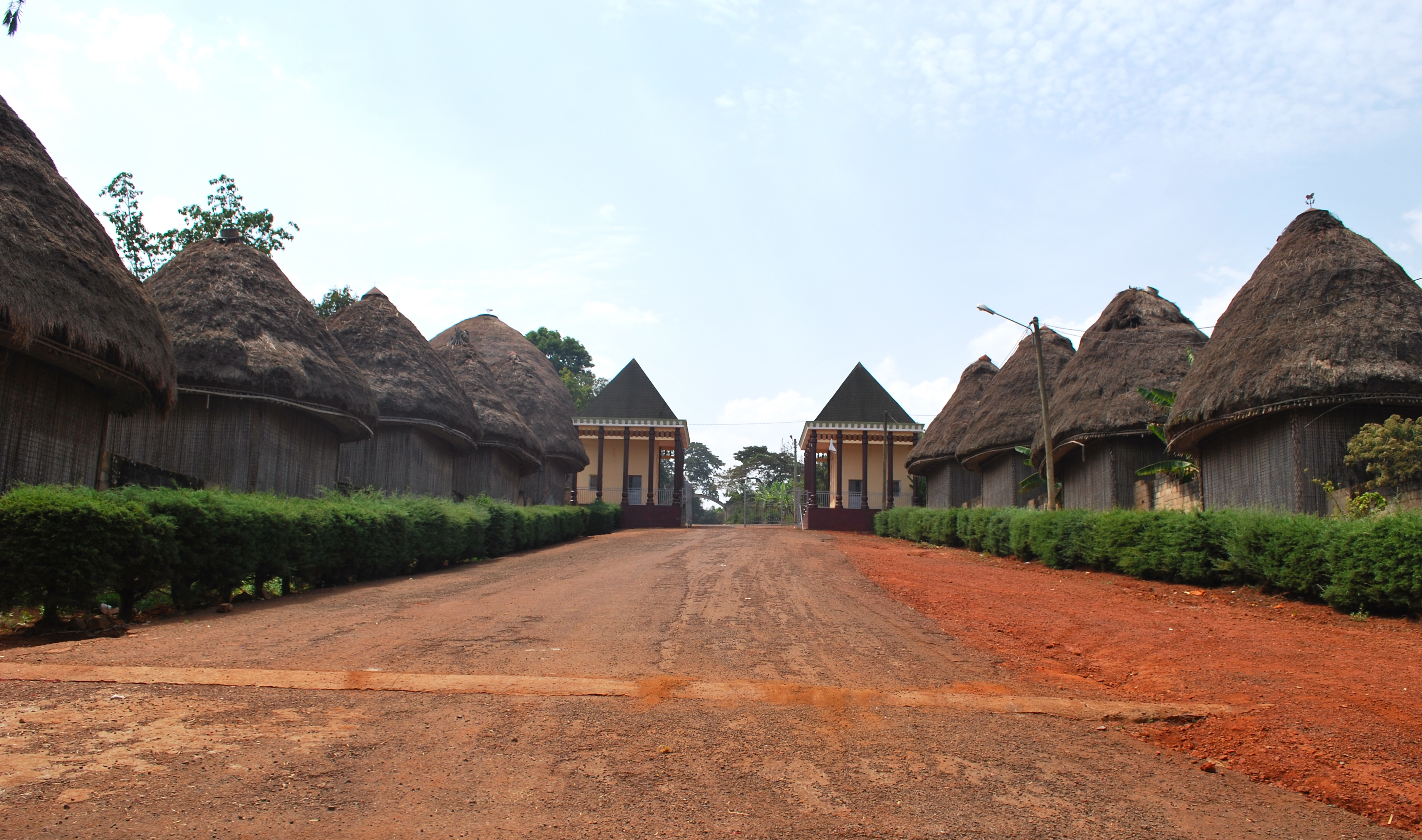
Entrée du Tsa
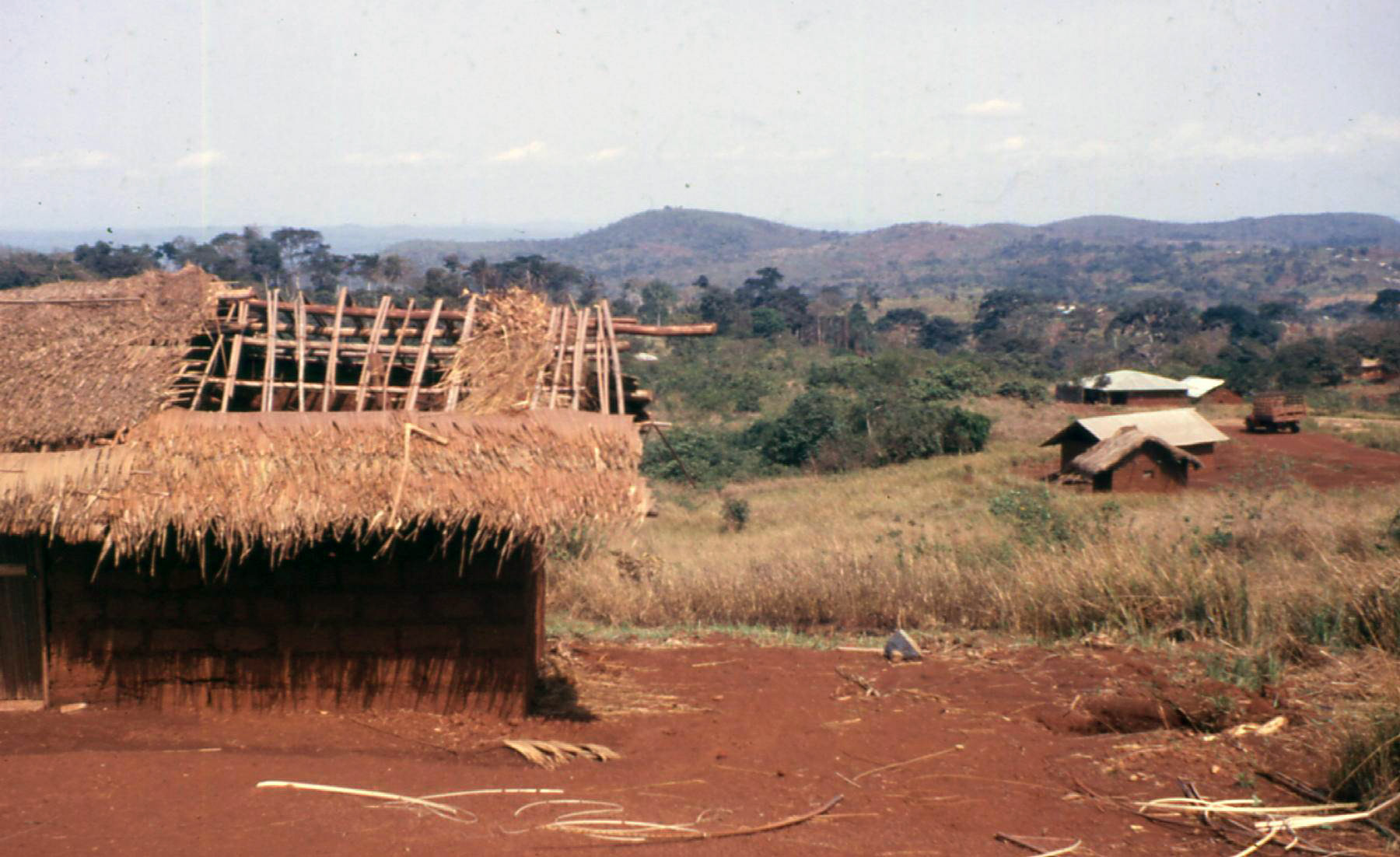
Pays bamiléké en mars 1973
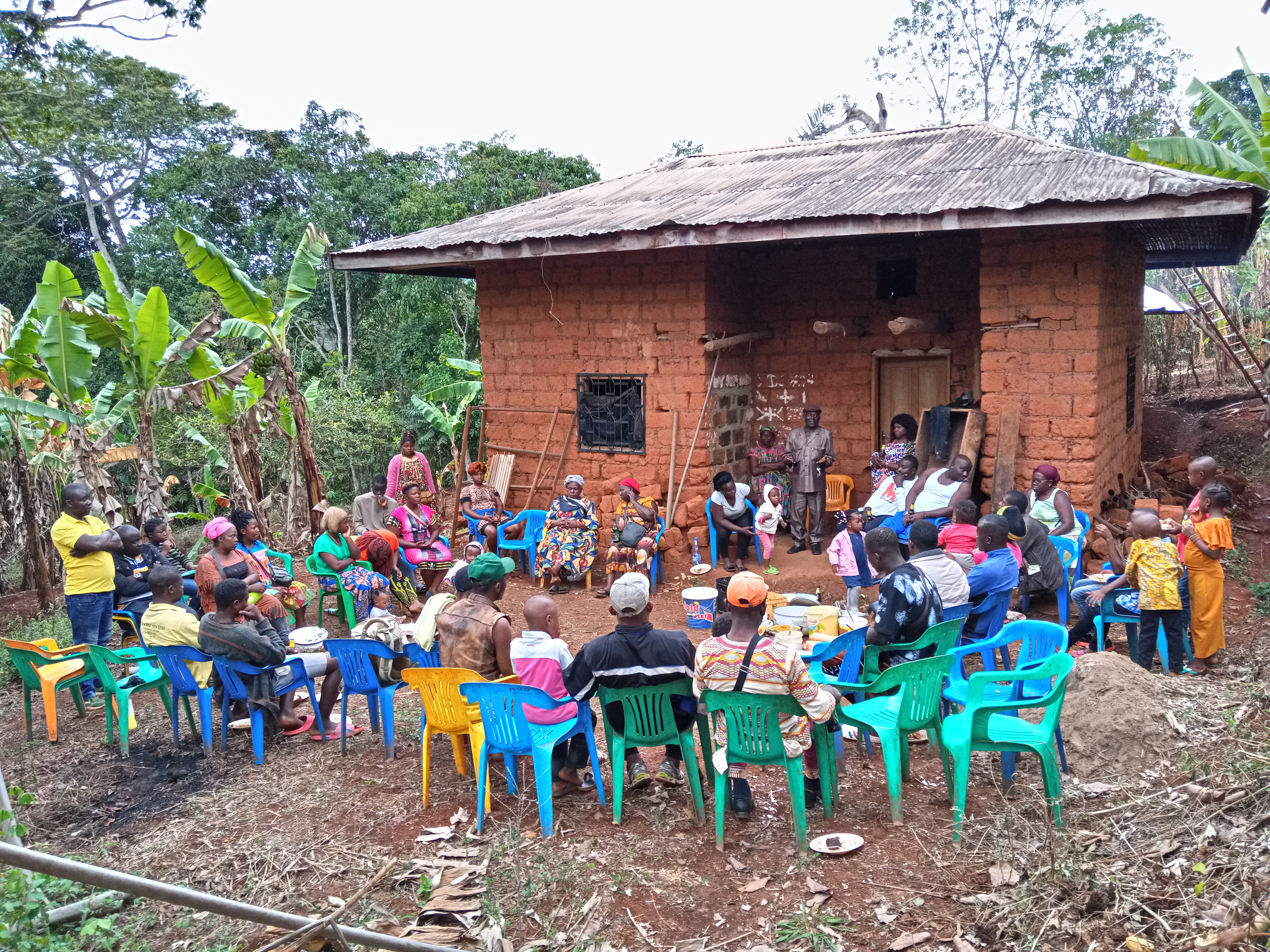
Réunion familiale dans une concession bamiléké dans la région de l'Ouest du Cameroun
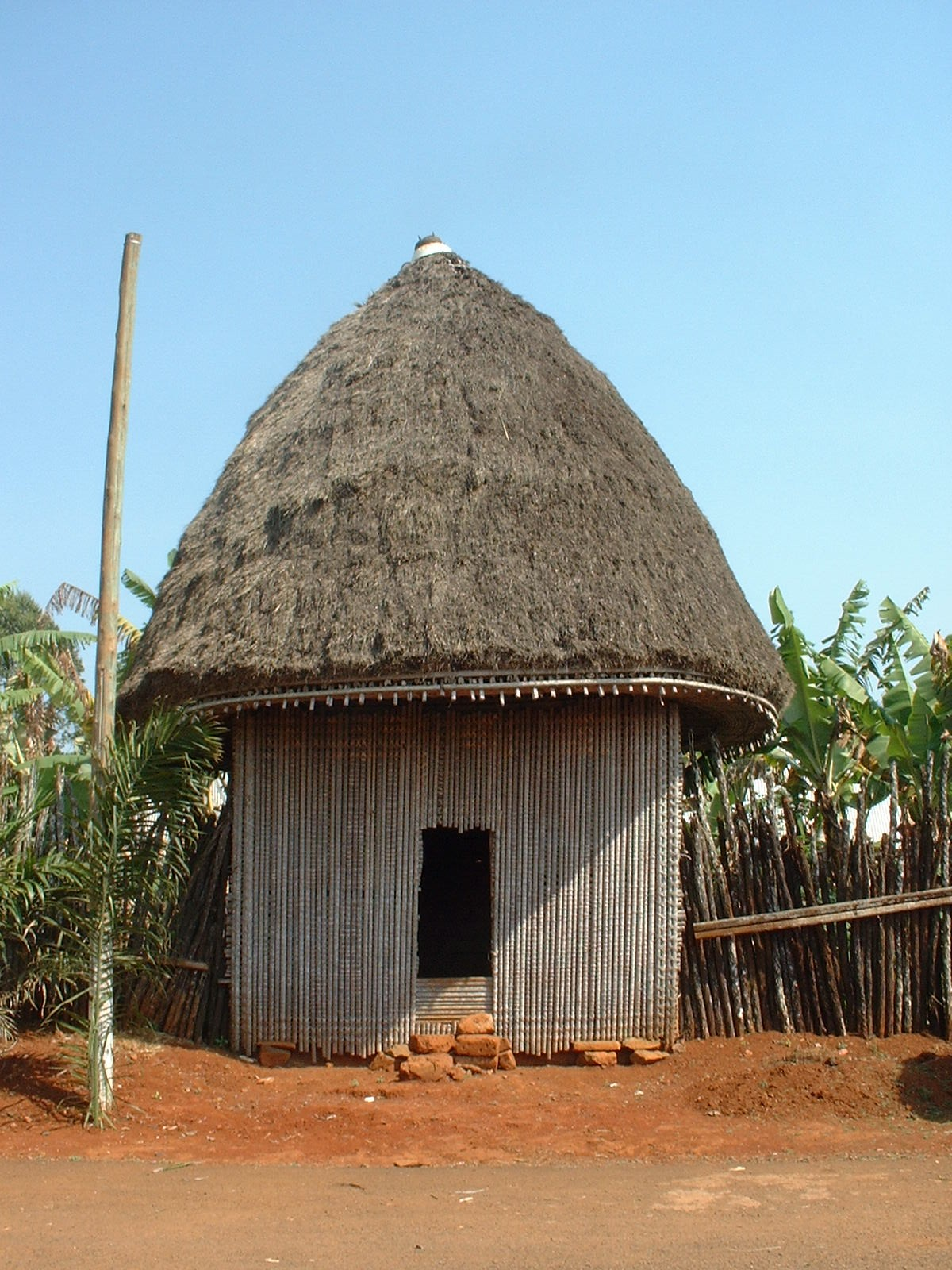
Case africaine à la chefferie de Bana, un petit village du Cameroun.
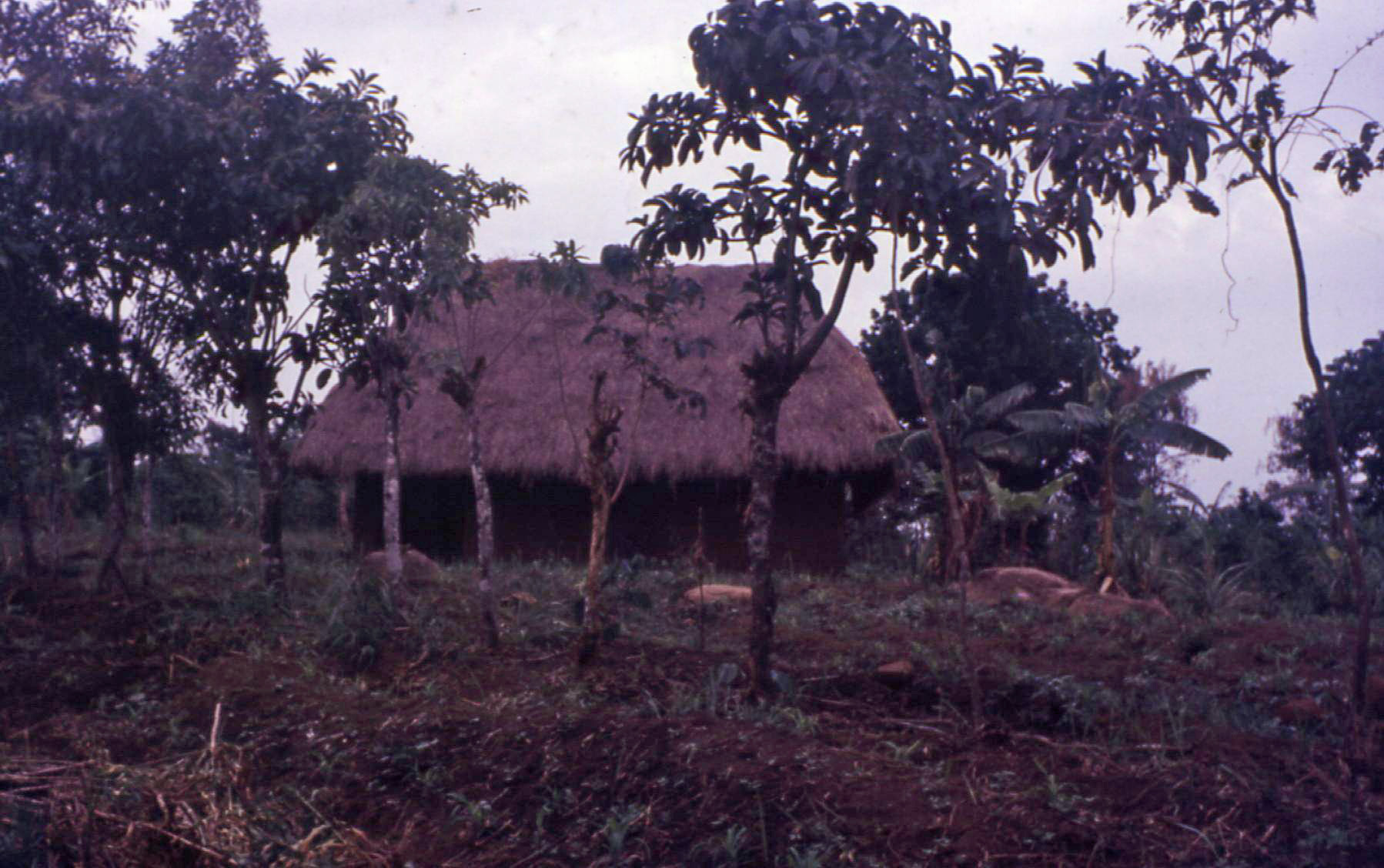
Case bamiléké à Bafoussam en mars 1973
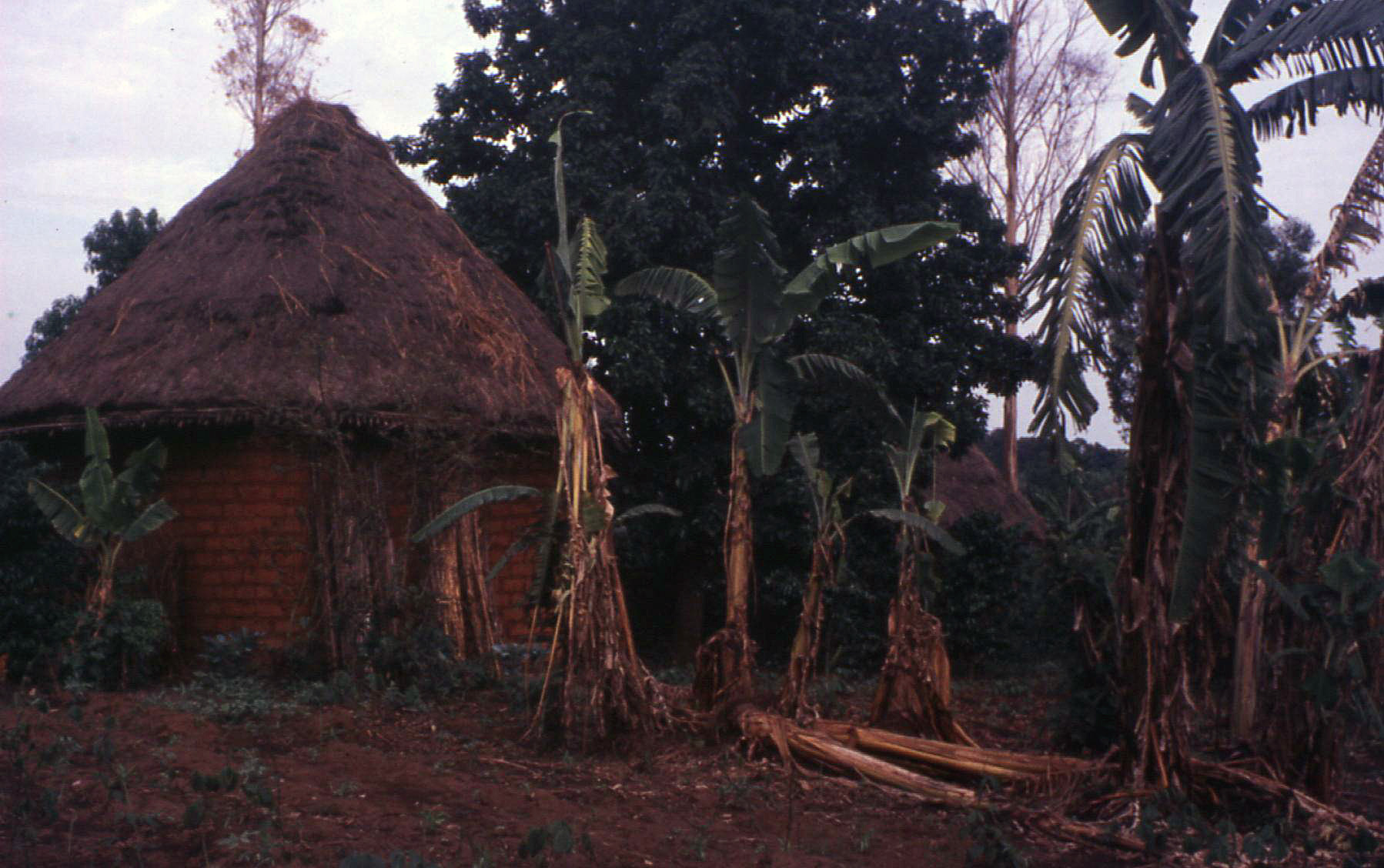
Case bamiléké à Bafoussam en mars 1973
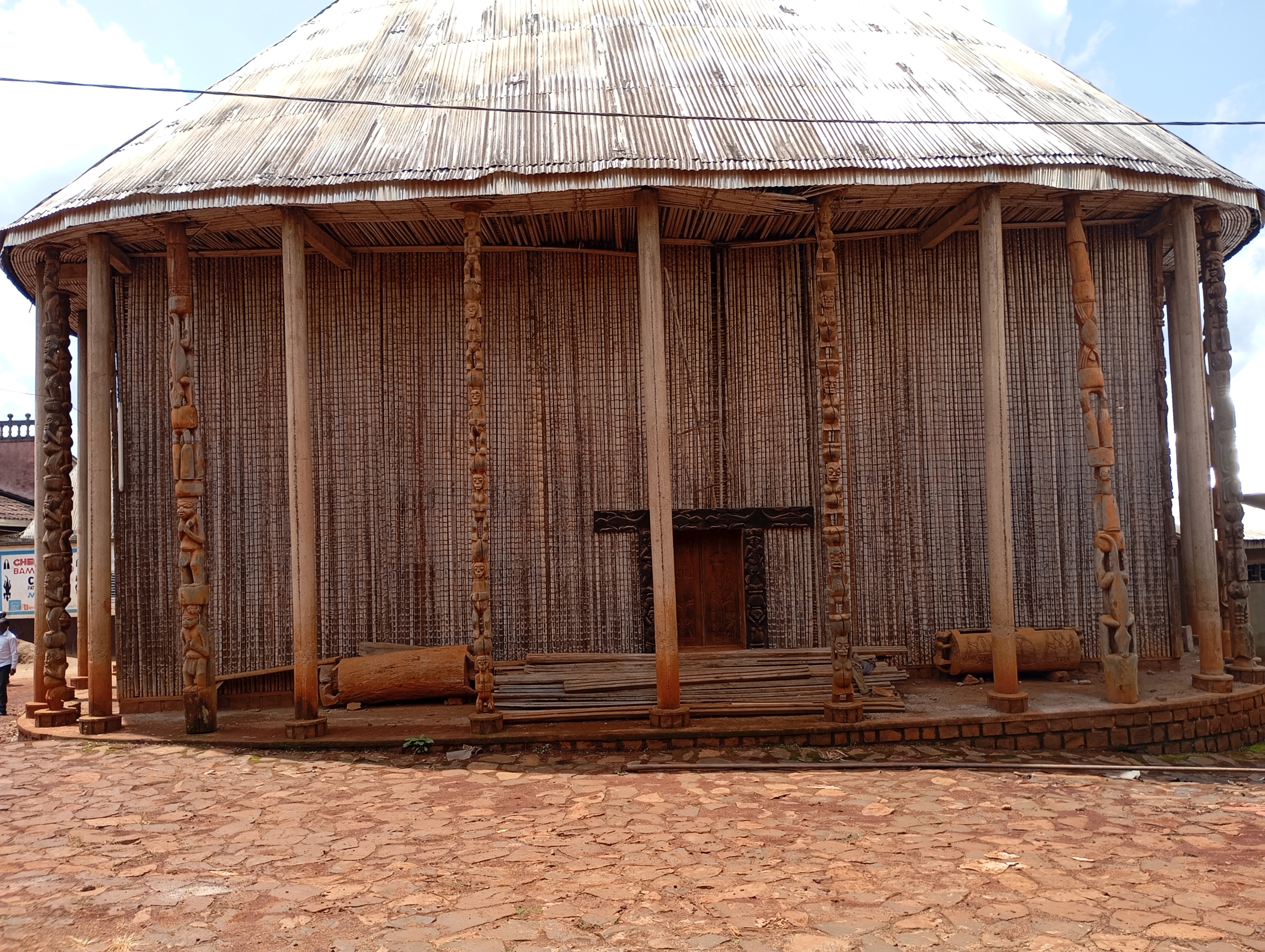
Une des cases du peuple à l'Ouest Cameroun
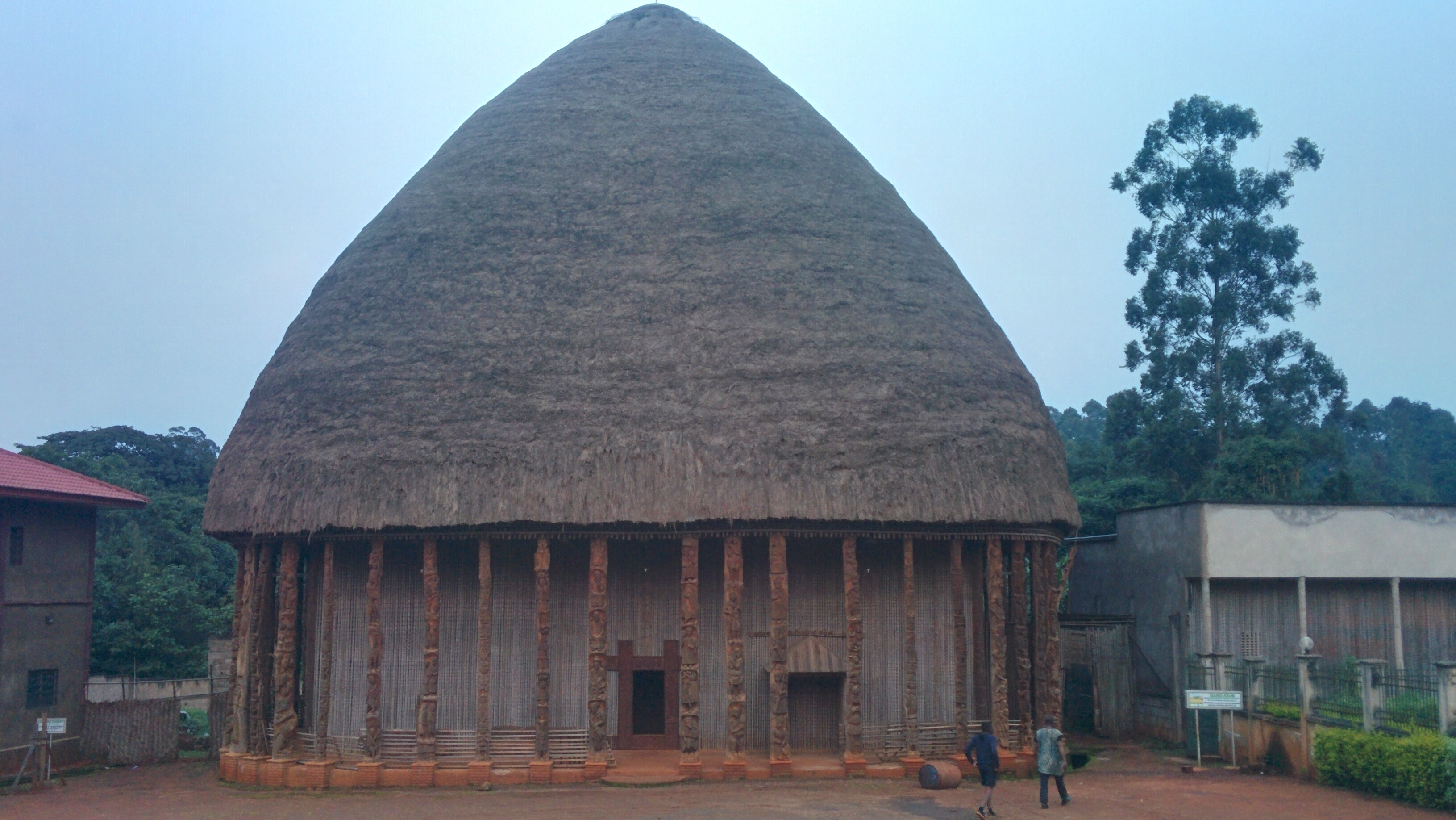
Grande Case de La'djo où siège le Roi
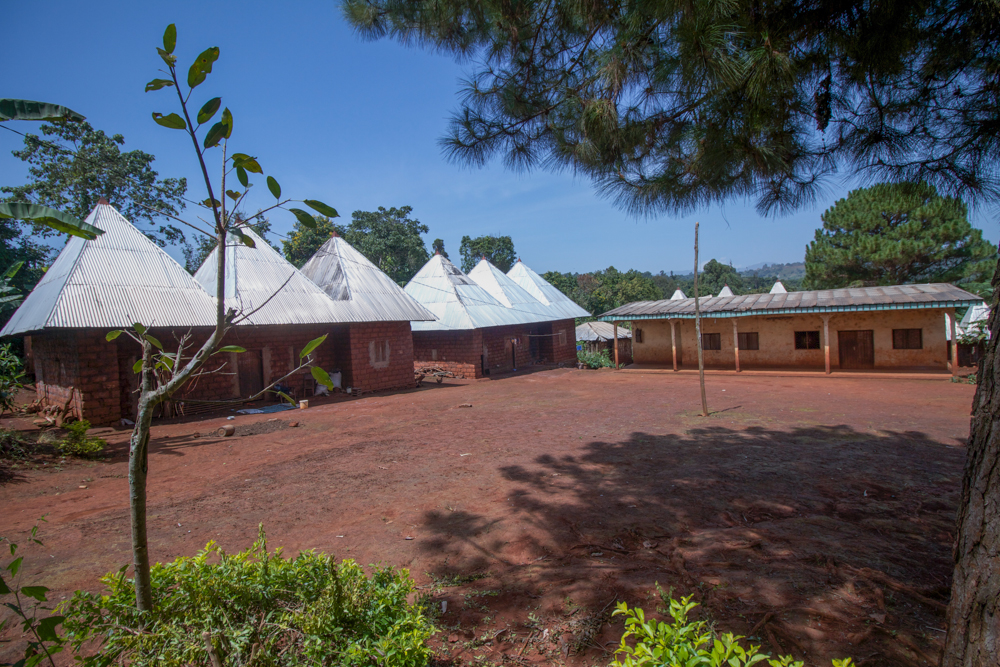
Le domicile d'un polygame est à l'image du nombre de femme. Ceci ce matérialise par les cases qu'on a autour de la maison principale ou vit le chef de famille
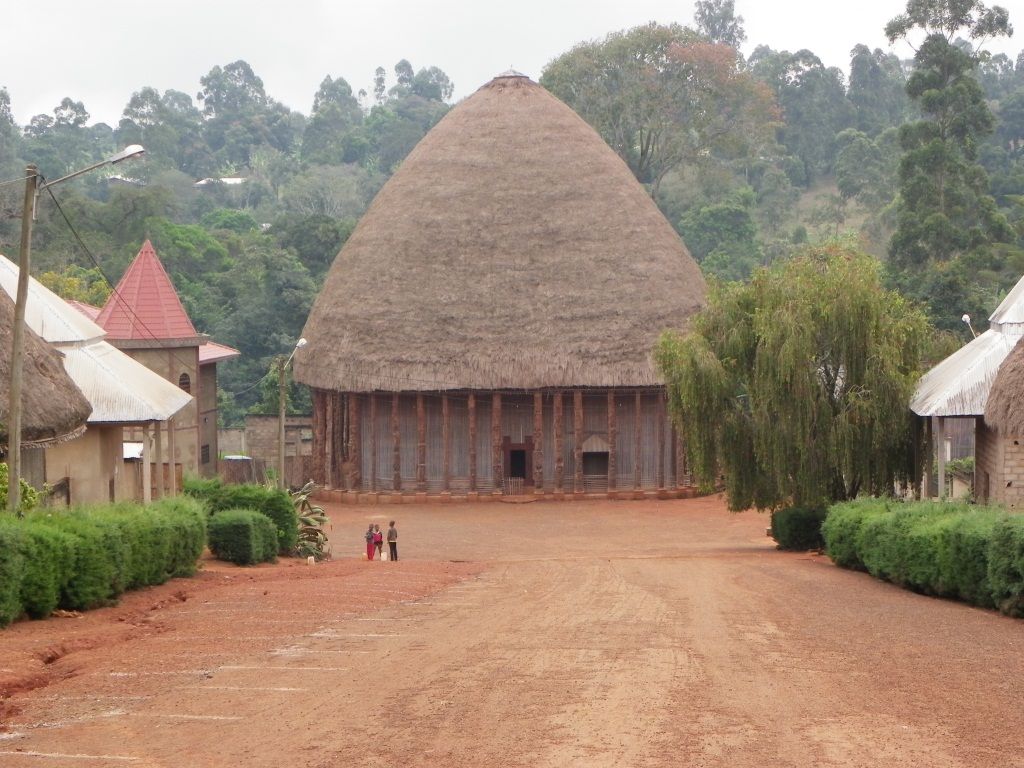
Case traditionnelle en pays Bamiléké